# 駒井信盛
駒井 信盛（こまい のぶもり）は、鎌倉時代の武士。甲斐源氏武田氏、武田信政の三男。通称は五郎。別名、武田信村。
甲斐国駒井氏の祖で、巨摩郡駒井郷を領し駒井を称する。